# Lebadea malayana
Lebadea malayana är en fjärilsart som beskrevs av Hans Fruhstorfer 1901. Lebadea malayana ingår i släktet Lebadea och familjen praktfjärilar. Inga underarter finns listade i Catalogue of Life.